# Zoller (Familienname)
Zoller ist ein deutscher Familienname

## Namensträger
- Alfred Hans Zoller (1928–2006), deutscher Komponist und Organist
- Anton Zoller (1695–1768), österreichischer Maler, Vater von Josef Anton Zoller
- Arnold Zoller (1882–1934), Schweizer Ingenieur
- Attila Zoller (1927–1998), ungarischer Jazz-Gitarrist
- August Zoller (1804–1856), deutscher Übersetzer, Schriftsteller und Journalist
- Dave Zoller (1941–2020), US-amerikanischer Jazzpianist
- Dieter Zoller (Karl Dieter Zoller; 1921–1993), deutscher Prähistoriker
- Edgar Zoller (* 1958), deutscher Fußballspieler
- Edmund von Zoller (1822–1902), deutscher Bibliothekar und Redakteur
- Franz Zoller (Maler) (1726–1778), österreichischer Barockmaler
- Franz Zoller (Politiker) (1912–2002), österreichischer Politiker
- Franz Karl Zoller (1748–1829), österreichischer Kupferstecher, Maler, Topograph und Dichter
- Friedrich von Zoller (General, 1762) (1762–1821), deutscher Generalleutnant
- Friedrich von Zoller (General, 1843) (1843–1900), deutscher Generalleutnant und Generaladjutant
- Friedrich Gottlieb Zoller (1717–1782), deutscher Rechtswissenschaftler
- Georg Zoller (1852–1941), deutscher Organist, Komponist und Chorleiter
- Hans Zoller (1922–2020), Schweizer Bobfahrer
- Heinrich Zoller (1923–2009), Schweizer Botaniker
- Josef Zoller (1923–2019), österreichischer Musiker und Komponist
- Josef Anton Zoller (1730–1791), österreichischer Maler
- Karl August Christoph Friedrich Zoller (1773–1858), deutscher Pädagoge
- Klaus Zoller (1943–2015), deutscher Wirtschaftswissenschaftler
- Lothar Zoller, deutscher Eishockeyspieler
- Manfred Zoller (* 1947), deutscher Maler und Anatom
- Marion Zoller (* 1968), deutsche Schwimmerin
- Oskar von Zoller (1809–1866), deutscher Generalleutnant
- Otto Zoller (1864–1940), Schweizer Jurist, Journalist und Politiker
- Patrizia Zoller-Frischauf (* 1959), österreichische Politikerin (ÖVP)
- Peter Zoller (* 1952), österreichischer Physiker und Hochschullehrer
- Robert Zoller (* 1961), österreichischer Skirennläufer
- Simon Zoller (* 1991), deutscher Fußballspieler
- Ștefan Zoller (1914–1993), rumänischer Handballspieler
- Thomas Zoller (* 1954), deutscher Jazzmusiker und Komponist
- Viktor Zoller (1912–1947), deutscher SS-Hauptsturmführer
- Walter Zoller (Architekt) (1900–nach 1959), deutscher Architekt
- Walter Zoller (Pianist) (* 1972), Schweizer Pianist
- Wolfram G. Zoller (* 1956), deutscher Internist
- Zachary Zoller (* 1973), Bobfahrer von den Amerikanischen Jungferninseln